# Horace Spencer
Pour les articles homonymes, voir Spencer.
 (août 2023).
Horace Spencer, né le 31 janvier 1997 à Warminster Township, Pennsylvanie, est un joueur américain de basket-ball évoluant au poste d'ailier fort.

## Biographie

### Carrière universitaire
Entre 2015 et 2019, il joue pour les Tigers d'Auburn.

### Carrière professionnelle

#### AD Atenas de Cordoba (2019-2020)
Le 20 juin 2019, lors de la draft 2019 de la NBA, il n'est pas sélectionné.
Le 24 juin 2019, il signe son premier contrat professionnel avec le club argentin de l'Asociacion Deportiva Atenas de Cordoba.

#### Kocaeli BSB Kagitspor (2020-2021)
Durant l'été 2020, il signe avec le Kocaeli BSB Kagitspor (en) en deuxième division turque.

#### CSP Limoges (2021-2022)
Le 9 août 2021, il arrive en France et signe avec le CSP Limoges.

## Statistiques

### Universitaires
| Saison    | Équipe   | Matchs | Titul. | Min./m | % Tir | % 3pts | % LF | Rbds/m. | Pass/m. | Int/m. | Ctr/m. | Pts/m. |
| --------- | -------- | ------ | ------ | ------ | ----- | ------ | ---- | ------- | ------- | ------ | ------ | ------ |
| 2015-2016 | Auburn   | 31     | 18     | 18,1   | 42,0  | 0,0    | 48,5 | 4,94    | 0,48    | 0,45   | 2,10   | 5,13   |
| 2016-2017 | Auburn   | 19     | 12     | 16,3   | 56,1  | 0,0    | 50,0 | 3,42    | 0,53    | 0,74   | 1,47   | 4,84   |
| 2017-2018 | Auburn   | 34     | 13     | 17,3   | 52,3  | 0,0    | 72,1 | 4,91    | 0,82    | 1,12   | 1,26   | 4,71   |
| 2018-2019 | Auburn   | 40     | 2      | 15,6   | 45,8  | 15,8   | 56,7 | 4,03    | 0,40    | 0,90   | 0,85   | 4,22   |
| Carrière  | Carrière | 124    | 45     | 16,8   | 47,6  | 13,6   | 57,3 | 4,40    | 0,56    | 0,82   | 1,37   | 4,68   |